# 森雪
森 雪（もり ゆき）は、アニメ「宇宙戦艦ヤマトシリーズ」に登場する架空の人物。

## 解説
シリーズのヒロイン。生活班長兼レーダー手で、クルーの健康管理＆生活環境維持に気を配るほか、医務室においては医師の佐渡酒造を補佐する優秀な看護師であり、なおかつ日常は第一艦橋でコスモレーダーの監視手も兼ねているというオールラウンダー。
ヤマトの戦闘班長である古代進とは、第1作での航海を通して恋仲となる。
佐渡に「大美女」と評されるほどの美貌の持ち主。髪は明るい栗毛のセミロングだが、PSゲームシリーズや『宇宙戦艦ヤマト 復活篇』など後年の作品では金髪（黄色）になっている。その容姿は、イスカンダルの女王スターシャの妹であるサーシャに酷似しており、そのため第1作第1話で火星にサーシャの遺体の発見者である古代や島から驚かれたり、同作第25話でイスカンダルに到着した際にスターシャからサーシャと間違えられるほどだった。
性格は勝気で男勝りだが、気性が荒いわけではなく、しっかり者のお姉さんといった雰囲気である。また、時に周囲が驚くような行動力を見せることもある。

### キャラクターの成り立ち
松本零士が参加する前に書かれた企画書では神麻知子（じん まちこ）という名前のキャラクターであり、この段階では主人公・小竹忍の部下で、宇宙戦士B班のリーダーという役職だった。その後、松本が描いたプロットでは「森木雪」という名前になり、さらにそれを推敲した組織図ラフの段階で最終的な名前である「森雪」となった。この時点でもまだ主人公・万野進（のちに古代進）の部下の戦闘員という立場だが、より内容が具体的にされ、偵察隊を担う科学者となっている。そして放送開始前に配布された番組宣伝用にパンフレットでは、生活部門と調査分析部門のリーダーを兼任する立場と記載されている（この段階では生活班と調査分析班は別部署だった）。
放送開始後、当初はレーダー員として働くシーンが主体だったが、当時の麻上が「〇〇発見」「目標〇〇」などといった機械的なセリフを苦手としており、どうしても甘い声になってしまっていたため、途中からジュースの配給やファッションショーの開催などといった生活班としての描写を主体とする方向に変更された。生活班長としての側面が強くなっていく一方で調査分析職要素は次第に薄くなり、やがて生活班の一部として取り込まれた。
つまり森雪の立ち位置は、戦闘員として始まり、偵察要員という形で具体化され、その後偵察が調査分析に変化。そして兼任という形で追加された生活班に調査分析系統の職務内容が吸収されていった、という経緯を辿っている。
一方、役職面とは異なりプライベート面での設定に関しては早期にある程度確立されており、企画書時点で既に艦内のマスコット的存在であることやファッションを嗜むこと、アナライザーのセクハラに悩まされていることなど、本編で描かれている設定が存在していた。

### 名前の由来
森雪の前名称である「森木雪」の由来は、当時松本にファンレターを送っていた音大生・森木深雪（もりき みゆき）から、間の漢字を削ったもの。松本零士はインキンタムシに悩まされていたが治療薬によって改善した。「こんなにいいものならもっと知らせなければ」とその治療薬を自分の漫画に頻繁に登場させるようになった。それを森木の交際相手が使ったところタムシが治ったため、「彼がすっかり元気になりました」と松本零士に御礼の手紙を送って以来、ファンレターを松本零士にたびたび送るようになったという。その後、松本は自身の作品中に彼女の名前由来の女性キャラクターを登場させた（『男おいどん』では森木雪子、『ワダチ』では森木深雪、2003年のアニメ『SUBMARINE SUPER 99』では森木深雪）。

### 紅一点という立場
森雪は、『ヤマトよ永遠に』『宇宙戦艦ヤマトIII』を除く『宇宙戦艦ヤマト 完結編』までのシリーズでは、宇宙戦艦ヤマト唯一の女性クルーという立場であるが、第1作第10話では他の女性乗組員も描かれたシーンが存在する。
これについての設定は曖昧で、『宇宙戦艦ヤマト画報 ロマン宇宙戦記二十五年の歩み』（竹書房、2001年3月3日発行、ISBN 978-4-8124-0700-4）p. 026には「第10話以降、森雪以外の女性非戦闘員は冷凍睡眠下にあるという設定」とある。また、小説版などでは「ヤマトは極秘の移住計画用の『箱舟』で、地球人類の子孫を残すために女性乗組員も複数確保されていたが、スターシャからコスモクリーナーの存在を知らされ急きょイスカンダルへの旅に目的変更した」という設定もある。冷凍睡眠下という設定については、雑誌『月刊OUT』で本作の特集が組まれた際に語られたものが後年の書籍に踏襲されたもので公式設定ではない。真実は、当初から存在していた「森雪以外の女性乗組員は乗艦していない」という設定が現場サイドまで完全に行き届いていなかったことによる作画ミスである。このことに関して、出渕裕が生前の西﨑義展に質問したところ、西﨑は「ヤマトには森雪以外不要だと考えていたのを、勝手にスタッフが描き、その後、登場していた女性乗組員は初めからいなかったことにした」と言っていたと語っている。
その後の第1作第12話では女性看護婦の登場が予定され、設定画も描かれていたが、直前で男性看護兵に変更されている。

## 劇中での登場
宇宙戦艦ヤマト
第1話から登場。ヤマト乗艦以前は防衛軍司令部病院で看護婦を務めており、後にイスカンダルへの航海を通じて次第に想いを寄せるようになる古代進と初めて出会う。
当初は、どちらかと言うと精神的に未成熟な古代や島大介たちを叱咤激励するお姉さん的振る舞いを見せていたが、航海途上で古代を異性として意識するようになり、人知れず願い星に恋の成就を託すなど歳相応の可憐な少女らしさを随所で見せるようになる。クルーの精神健康管理に情熱を持ち、正月には艦長に餅つきを提案したり、時には自分であつらえたと思しき前世紀風ドレスで即席ファッション・ショーを演出したりしている。
第25話では、スターシャが、救助し治療した古代守を愛していることを見抜き、彼への愛を諦めようとした彼女に「運命を受け入れるだけでは愛は実らない」とアドバイスし、2人を結びつけるきっかけを作る。
最終話でデスラーが仕掛けてきた白兵戦において、放射能ガスから古代の命を救いたい一心で、工場長の真田志郎の制止を無視して、テスト未了の放射能除去装置を起動させた。その際、同装置の初期不良によって、いったんは死亡したと思われ古代を絶望させるが、地球帰還と言う本懐を遂げて絶命した沖田艦長の命を受け継いだかのように蘇生。古代の腕に抱かれて、想いを遂げることになる。
さらば宇宙戦艦ヤマト 愛の戦士たち
地球防衛軍司令長官の秘書官としての職務に就いていた。古代と婚約しており、結婚式まで3日と迫っていたが、テレサのメッセージを確かめるべくヤマトが無断発進することになり、結婚式は事実上延期になる。地球に残ったと思われていたがヤマトに乗艦しており、医務室で佐渡酒造のもとにいた。自分もヤマト乗組員であることを主張し、再び生活班長の任に着く。
白色彗星帝国に身を寄せていたデスラーとの戦いでは、彼を狙撃しようとしたミルの銃撃から古代を庇おうとして重傷を負う。治療後は手負いのまま第一艦橋でレーダー手を務めるが、都市帝国戦での激しい攻防の中で限界が来て、古代に看取られつつ戦死する。遺体はその後、古代とともに満身創痍のヤマトで超巨大戦艦に特攻する。
宇宙戦艦ヤマト2
第1話から登場。防衛軍中央病院看護婦を務めている。『さらば』とは異なり、古代との婚約は不明で、結婚の予定もない。また、ミルに撃たれることもなく、最後まで生存している。
古代のことで形振り構わず暴走することが多くなり、第23話におけるデスラー艦での白兵戦ではその暴走で、彼女をかばった島を爆発に巻き込み、宇宙漂流に遭わせている。
宇宙戦艦ヤマト 新たなる旅立ち
生活班長としての職務を引き続き担っている。新人の育成に苦悩する古代を励まし、島から仲の良さを茶化される。
ヤマトよ永遠に
司令長官の秘書官として防衛軍司令部にいたが、長官の指令書を持って、古代たちと合流。地球にいたヤマトクルーたちをイカルスへ脱出させるために、大統領脱出用高速艇ターミナルへ案内したが、発進口を開けるためにコントロールルームに引き返し、侵入してきた敵兵に攻撃を受け負傷したため、一人地球に取り残されてしまう。
本来ならば収容所送りになるところをアルフォンに保護され、求愛される。敵の爆弾の秘密を探るべく敢えて彼の申し出を受け入れようとするが、本心を見抜かれパルチザンの元へ戻るよう促される。あらためてパルチザンとして彼と対峙し、勝利をおさめて起爆装置を解体し、古代の帰りを待つ。
宇宙戦艦ヤマトIII
第1話から登場。生活班長として、レーダー手としてだけではなく惑星探査の指揮も執ることもある。
宇宙戦艦ヤマト 完結編
序盤ではヤマトに乗艦しておらず、地球防衛軍司令部にいた。ヤマトが自動操縦で帰還して来た際、古代が死んだと思い、彼の銃で自殺を図ろうとして、直前に真田に止められる。その後は連邦中央病院で古代の看病を付きっきりで行っていた。ヤマトがアクエリアスのワープを阻止するべく発進する際には、再びヤマトに乗り込む。
終盤で沖田が自身を犠牲にしようとすることに悲しんでいたが、古代に諭され、冬月の展望室からヤマトに向かって敬礼をしていた。エンディングで古代と結婚した。
本作では、艦内服が黄色から白色へ変更されている。
宇宙戦艦ヤマト 復活篇
『完結編』で古代と結婚したため、名前が「古代雪」となっている。一人娘の美雪を産んでいるものの、夫の進が平和な地球に馴染めずに辺境宇宙で貨物船船長を務めていたため、別居状態になっていた。美雪は進を非難していたが、雪は夫を誰よりも理解しており、彼への手紙の内容からもそのことが見て取れる。
西暦2220年の38歳の時、惑星アマールの衛星への移民計画の第1次移民船団の責任者に任命されるも、SUS艦隊の襲撃を受け行方不明となる。

## リメイクアニメ
第1作『ヤマト』『さらば』『ヤマト2』（以下、旧シリーズ）のリメイク作品である本シリーズでは、船務科（旧作の生活班の一部の部門と通信班を合わせた科）所属の船務長という立場になっており、旧シリーズのように主計科（旧作の生活班）を兼任はしていない。階級は一等宙尉で、情報・電測・船体消磁・通信・暗号・航空管制・電子機器整備等を統括する。旧作において森雪が担当していた生活班の役割は、それぞれ平田一（炊事部門）と原田真琴（医療部門）に分担された。また、本作は職務に三交代制が導入されており、レーダー手の交代要員として、岬百合亜と西条未来がいる。
2179年12月24日生まれ。容姿に関しては、髪は色が明るい栗色で、長さがロングに変更されている。旧シリーズ同様、その容姿はスターシャの妹・サーシャに似ており、さらに末妹・ユリーシャとはほぼ瓜二つである。
『2199』第15話に登場した経歴書や『2199』第17話での真田の弁のよると、1年前にユリーシャとともに事故ないしテロに巻き込まれ、ユリーシャは意識を、雪は記憶を喪失する。外務次官を務める父・直之と母親とも死別し、その後の1年間は父の友人とされる土方に保護され、育てられていた。ただし、雪本人に記憶がないため、経歴の厳密な真偽は不明で、雪の明確な素性が劇中で明かされることはなく、資料でも明言まではされていない。『2202』で記憶が戻った際も過去の経歴については一切説明されていない。なお、ユリーシャと容姿が似ていることに関しては偶然とされている。
なお、『2199』むらかわみちお版コミック9巻においては、森雪がユリーシャの体細胞クローンとして製造されたとしている。容姿が似ているのは遺伝子が同一であるクローンであるためであり、事故で意識が戻らないユリーシャの予備として19歳相当の体にまで促成育成されために、ユリーシャの事故以前の記憶がそもそも存在しないとされている。雪の名前の由来は、ユリーシャのクローンとして「YU-K1号」の製造管理番号がつけられており、そこから名づけられたとしている。名づけには森雪の後見人になっている土方竜の意思が反映されていると暗示させる描写がある。赤子同様に何の記憶もなかった森雪に対する学習プログラムは、真田志郎が編成している。クローンとして製造されて自意識を持ってから1年しか生きていない森雪が中原中也の詩を知っていたのは、真田志郎が編成した学習プログラムに含まれていたからである。

### 劇中での登場（リメイクアニメ）
宇宙戦艦ヤマト2199 / 宇宙戦艦ヤマト2199 追憶の航海 / 宇宙戦艦ヤマト2199 星巡る方舟
第1話において国連宇宙軍極東管区司令部でメ号作戦のオペレーターとして初登場する。国連宇宙局の幕僚作戦部作戦部9課に所属する三尉であり、第2話で2階級特進の上でヤマト船務長を拝命し、ヤマトに乗艦する。年齢は19歳。
古代とは第1話で初めて出会うが、その際の古代の態度が失礼であったことから、当初はそっけない態度をとっていた。しかし、第4話においてガミラスの攻撃から助けられて以降は態度が軟化し、その後は好意とも取れる言動へ発展、やがて恋仲となる。
記憶喪失設定やスターシャのメッセージカプセルの所持など、序盤では正体がユリーシャであるかのような描写がされていた。第16話では実際に伊東真也からユリーシャであると疑われ、他のクルーからも疑心を抱かれていたが、第17話で別人であることが判明し、同時に自身の記憶喪失の原因も知る。
第20話での七色星団海戦の最中、ヤマトに潜入したガミラスの特務部隊によってユリーシャと取り違えられて拉致される。その後、政治利用できれば真贋のほどを問わないデスラーの方針によって、イスカンダルの第三皇女ユリーシャとして遇される。その後、第23話において成り行きで要塞都市「第二バレラス」に行くことになり、ヤマトを救うため都市の波動コアを暴走させ、自分ごと爆破しようと覚悟を決めるが、彼女に好意を持っていた護衛のノラン・オシェットの自己犠牲により、爆破前に都市から追い出され、第二バレラスが爆発した直後、救出に来た古代との再会を果たす。
第25話の復路でのデスラーの仕掛けた白兵戦において敵兵に撃たれ、瀕死の重傷を負う。地球帰還までの延命のために自動航法室のカプセルへ入れられるも、最終話において地球到達前に死亡する。しかし、悲しむ古代進の姿を見た古代守の意識がコスモリバースシステムを起動させたことによって蘇生し、地球へ生還する。
宇宙戦艦ヤマト2202 愛の戦士たち
第1話における8番浮遊大陸奪還作戦のシーンで地球防衛司令部・中央指揮所のチーフ・ナビゲーターとして初登場。年齢は22→23歳。古代と結婚を間近に控えており、古代から贈られた婚約指輪を左手薬指に任務中も着けている。
ヤマト乗組員だったにもかかわらず、テレサによる幻を見ておらず、それが心の重石となり、古代との間にすれ違いを起こしていく。テレザート星への航海が決まった際、古代から地球に残るように言われ、反発して姿を眩ませてしまうが、実際には密航しており、第十一番惑星停留時に古代と再会。その後の惑星シュトラバーゼにおける事件の中で古代と和解し、改めてプロポーズを受ける。そして、第10話以降で正式にヤマトの船務長に復帰する。
第19話で負傷したことがきっかけで過去の記憶が戻るが、逆に記憶喪失期間の記憶を失い、ヤマトや古代との思い出も無くしてしまう。それにより古代との愛も失ったかに見えたが、記憶がないながらも彼への想いをかすかに留めており、第25話の最終決戦ではヤマトでガトランティスの滅びの箱舟に突貫しようとする古代に寄り添う。最終話では滅びの箱舟を滅ぼすと同時に古代とともに高次元世界へと飛ばされており、そこで全ての記憶を取り戻すと、絶望に沈んでいた古代を助け出し、迎えに来たヤマトで地球に帰還する。
宇宙戦艦ヤマト2205 新たなる旅立ち
第65護衛隊所属補給母艦アスカの艦長を務める。二等宙佐。時間断層消滅による周囲からの逆風などもあって古代進とは未だ婚約関係のままでいる。

## SPACE BATTLESHIP ヤマト
『SPACE BATTLESHIP ヤマト』では、ブラックタイガー隊所属のパイロットとなっている。
性格はアニメ版以上に男勝りで気性が荒く、腕っ節もかなり強い。
古代に憧れて入隊したが、ほぼ同時に彼が除隊して火星星会戦に参加しなかったため、当初は強く反発していた。しかし、木星域の戦闘で被弾した際に古代が命がけで助けに来てくれたことや、彼の除隊の経緯を聞いたことから、反発心は鳴りを潜め、やがて惹かれていく。
ガミラス・イスカンダル星への突入作戦において、イスカンダルと同化したことで自身が放射能除去装置となり、地球復活後には地球のために死んでいった古代の子供を産む。

## 担当キャスト
- 声優
  - 麻上洋子（現・一龍斎春水） - テレビアニメ第1作準拠のシリーズ関連作品[2]
  - 由愛典子 - 『宇宙戦艦ヤマト 復活篇』[注 8]
  - 桑島法子 - リメイクアニメシリーズ[20][21]
- 俳優
  - 黒木メイサ - 『SPACE BATTLESHIP ヤマト』[1]